# (516) Amherstia
(516) Amherstia ist ein Asteroid des Hauptgürtels, der am 20. September 1903 von Raymond Smith Dugan entdeckt wurde.
Der Name leitet sich ab vom Amherst College, Massachusetts, der alma mater Dugans.